# Gyldensteen
 For alternative betydninger, se Gyldensteen (adelsslægt).
Gyldensteen er en gammel gård, der oprindeligt blev kaldt Enggård og nævnes første gang i 1400. Navnet Gyldensteen er fra 1720, hvor hovedgården fik det nye navn. Gården ligger i Nørre Sandager Sogn, Skovby Herred, Nordfyns Kommune. Hovedbygningen er opført i 1640, ombygget i 1698 og tilbygget i 1800.
Gyldensteen Gods er på 1178 hektar med Harritslevgård, Jerstrup, Sandagergård og Eriksholm, plus en golfbane på 145 hektar. 

## Ejere af Gyldensteen
- (1400-1409) Niels Thomsen (Lunge)
- (1409-1415) Henrik Nielsen (Lunge)
- (1415-1418) Berneke Ottesen Skinkel
- (1418-1450) Herman Bernekesen Skinkel / Otto Bernekesen Skinkel
- (1450) Hilleborg Ottesdatter Skinkel, gift Gyldenstierne
- (1450-1460) Knud Henriksen Gyldenstierne
- (1460-1494) Hilleborg Ottesdatter Skinkel gift Gyldenstierne
- (1494) Karen Knudsdatter Gyldenstierne, gift Daa
- (1494-1503) Jørgen Daa
- (1503-1523) Karen Knudsdatter Gyldenstierne gift Daa
- (1523-1562) Jesper Jørgensen Daa
- (1562-1565) Anne Andersdatter Friis gift Daa
- (1565-1575) Hans Jørgensen Daa / Familien Daa
- (1575) Hans Jørgensen Daa
- (1575-1576) Erik Rud
- (1576) Anna Hardenberg, gift Rud
- (1576-1604) Knud Eriksen Rud
- (1604-1630) Corfitz Eriksen Rud
- (1630) Birgitte Rosensparre, gift Rud
- (1630) Helvig Corfitzsdatter Rud, gift Krabbe
- (1630-1655) Gregers Krabbe
- (1655) Birgitte Gregersdatter Krabbe gift Rosenkrantz
- (1655-1679) Oluf baron Rosenkrantz
- (1679-1682) Helle Helene (Olufsdatter) baronesse Rosenkrantz, gift Skeel
- (1682-1689) Mogens Skeel
- (1689-1694) Holger Rosenkrantz
- (1694-1698) Conrad Bierman von Ehrenschild
- (1698-1715) Martin Conrad Bierman von Ehrenschild
- (1715-1718) Anne Margrethe von Stöcken, gift von Ehrenschild
- (1718-1719) Christian Carl Gabel
- (1719-1749) Jean Henri Huguetan baron d'Odyck lensgreve Gyldensteen
- (1749-1752) Marguerite Marie Francoise Isdor Jeansdatter lensgrevinde Huguetan-Gyldensteen gift von Knuth
- (1752-1802) Johan Henrik Eggertsen lensgreve von Knuth-Gyldensteen
- (1802-1827) Constance Henriette Frederikk Johansdatte lensgrevinde von Knuth-Gylstensteen gift (1) Bernstorff (2) Stolberg (3) Rantzau (4) de Wansonwitz
- (1827-1837) Andreas Erich Heinrich Ernst lensgreve Bernstorff-Gyldensteen
- (1837-1898) Johan Hartvig Ernst lensgreve Bernstorff-Gyldensteen
- (1898-1934) Hugo Kuno Georg lensgreve Bernstorff-Gyldensteen
- (1934-1954) Erik Adolph Ernst lensgreve Bernstorff-Gydensteen
- (1954-1984) Carl Johan Fredrik Frantz Hugo Mogens lensgreve Bernstorff-Gyldensteen
- (1984-) Frants Erich lensgreve Bernstorff-Gyldensteen